# Tucanti plumicornis
Tucanti plumicornis là một loài bọ cánh cứng trong họ Cerambycidae.